# Tubérculo de Darwin
El tubérculo de Darwin o tubérculo auricular es un engrosamiento cartilaginoso del borde de la oreja (hélix) presente en muchos seres humanos, y es vestigio de la punta de la oreja común en mamíferos.
Se trata de un órgano vestigial, esto es, un órgano cuya función original se habría perdido durante la evolución y aparece en fetos con 5 a 6 semanas de gestación. El nombre deriva de Charles Darwin.